# Grands Moulins de Reims
Les Grands Moulins de Reims est une entreprise française spécialisée dans la production de farine.
Son siège social est situé 136 rue Vernouillet à Reims. Cet établissement, acheté par les Grands Moulins de Paris, est devenu un établissement secondaire de cette entité.

## Historique
En 1910, les frères Brisson, Eugène et Edmond, châlonnais d'origine, installent un commerce de grains et farines à l'emplacement actuel des Grands Moulins de Reims, près du canal de l'Aisne à la Marne. Ils y fondent la minoterie actuelle en 1926.
En 1973, Champagne-Céréales rachète les Grands Moulins de Reims.
Le 1er juillet 1988 voit la création d'EUROMILL NORD, qui intègre les moulins de Reims.
En 2000, un nouveau moulin est construit sur le site de Reims, capable d’écraser 600 tonnes de blé par jour.
En avril 2015, EUROMILL NORD est absorbé par la société GRANDS MOULINS DE PARIS.
Le site de Reims devient un établissement secondaire des Grands Moulins de Paris et perd son appellation des Grands Moulins de Reims.
En 2015, le bâtiment en brique des Grands moulins de Reims, avec le marquage «Grands Moulins de Reims »  et avec son horloge à l’ancienne, est démoli.

## Caractéristiques
Le site est constitué de quatre secteurs :
- Le secteur du moulin proprement dit, avec le silo de stockage et le moulin qui, depuis 2000, est capable d’écraser 600 tonnes de blé par jour et de produire 450 tonnes de farine.
- Le secteur du laboratoire et fournil (moulin d'essai), qui permet d’évaluer la qualité des différents lots de grains de blé pour les futurs assemblages.
- Le secteur levure dans le bâtiment nouvellement créé.
- Enfin le secteur d’emballage.

Les Grands Moulins de Reims sont repris à l’Inventaire général du patrimoine culturel de la région Grand-Est.